# Ummagumma
Ummagumma – czwarty album brytyjskiego zespołu rockowego Pink Floyd. Jest to album dwupłytowy – pierwsza jego część zawiera utwory grupy z dwóch pierwszych płyt (Astronomy Domine, Set the Controls for the Heart of the Sun i Saucerful of Secrets) oraz singla (Careful with That Axe, Eugene) wykonane na koncertach w Birmingham i Manchester w 1969 roku. Drugą z kolei wypełniają utwory o charakterze eksperymentalnym, nagrane samodzielnie przez każdego z członków grupy.
Słowo „Ummagumma” wywodzi się podobno ze slangu używanego przez studentów w Cambridge i oznacza stosunek płciowy. Niektórzy członkowie grupy twierdzą jednak, że słowo to zostało wymyślone i nic nie oznacza.

## Charakterystyka albumu
Podwójny album Ummagumma został wydany nakładem EMI Harvest. Ukazał się 25 października 1969 roku. Pierwsza płyta to zapis koncertu, na którym grupa gra swoje wcześniejsze utwory: Astronomy Domine, Careful With That Axe, Eugene, Set the Controls for the Heart of the Sun i Saucerful of Secrets. Druga płyta jest eksperymentem awangardowym stawiającym zespół w czołówce progresywnego rocka. Każdy z czterech muzyków skomponował swój własny materiał, co spowodowało pewną niespójność płyty, czyniąc ją jednak interesującą.
Richard Wright skomponował czteroczęściowy utwór cykliczny w wagnerowskim stylu – Sysyphus, zagrany na różnych instrumentach klawiszowych przy akompaniamencie bębnów i innych instrumentów perkusyjnych. Waters nagrał dwie folkowe piosenki, eksperymentując przy tym z efektami dźwiękowymi. Trzyczęściowa The Narrow Way Gilmoura to interesująca etiuda na gitarę elektryczną i akustyczną. The Grand Vizier’s Garden Party Masona to kolaż dźwiękowy na różnych instrumentach perkusyjnych. Partię fletu w tym utworze zagrała ówczesna żona Masona, Lindy.

## Lista utworów

### Płyta koncertowa

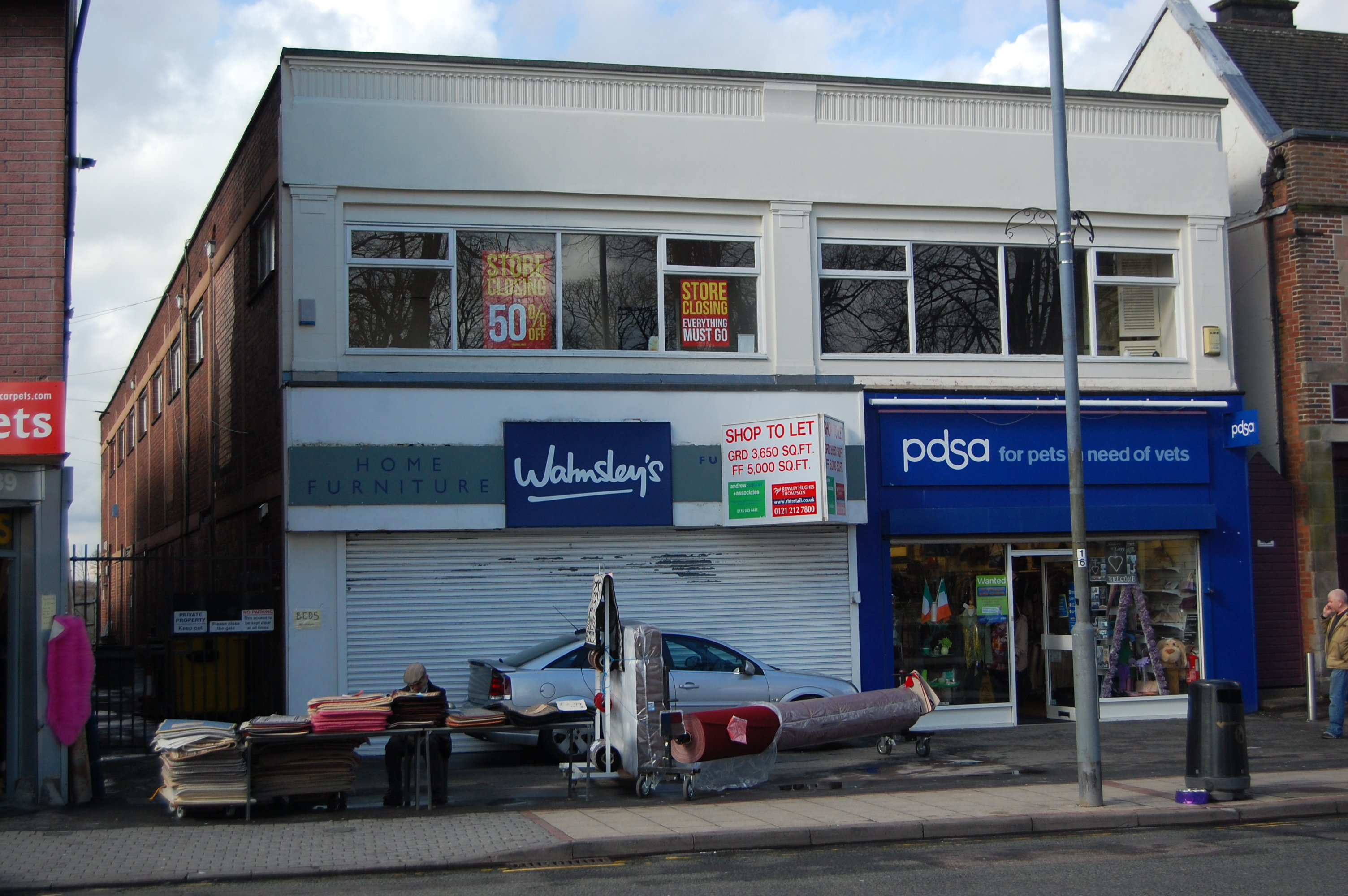

| Nr | Tytuł                                                         | Długość |
| -- | ------------------------------------------------------------- | ------- |
| 1. | „Astronomy Domine” (Barrett)                                  | 8:29    |
| 2. | „Careful With That Axe, Eugene” (Gilmour/Mason/Waters/Wright) | 8:50    |
| 3. | „Set the Controls for the Heart of the Sun” (Waters)          | 9:12    |
| 4. | "A Saucerful of Secrets” (Gilmour/Mason/Waters/Wright)        | 12:48   |

### Płyta studyjna
| Nr  | Tytuł                                                                                                  | Długość |
| --- | --- | ------- |
| 1.  | „Sysyphus, Part 1” (Wright)                                                                            | 1:03    |
| 2.  | „Sysyphus, Part 2” (Wright)                                                                            | 3:30    |
| 3.  | „Sysyphus, Part 3” (Wright)                                                                            | 1:49    |
| 4.  | „Sysyphus, Part 4” (Wright)                                                                            | 6:59    |
| 5.  | „Grantchester Meadows” (Waters)                                                                        | 7:26    |
| 6.  | „Several Species of Small Furry Animals Gathered Together in a Cave and Grooving with a Pict” (Waters) | 4:59    |
| 7.  | „The Narrow Way”, Part 1 (Gilmour)                                                                     | 3:27    |
| 8.  | „The Narrow Way”, Part 2 (Gilmour)                                                                     | 2:53    |
| 9.  | „The Narrow Way”, Part 3 (Gilmour)                                                                     | 5:57    |
| 10. | „The Grand Vizier’s Garden Party, Part 1: Entrance” (Mason)                                            | 1:00    |
| 11. | „The Grand Vizier’s Garden Party, Part 2: Entertainment” (Mason)                                       | 7:06    |
| 12. | „The Grand Vizier’s Garden Party, Part 3: Exit” (Mason)                                                | 0:38    |

Podane w tabeli długości utworu Sysyphus dotyczą wersji CD. Długości każdej części w wersji z płyty winylowej wynoszą kolejno 4:29, 1:45, 3:07, 3:38.

## Twórcy
- David Gilmour – śpiew, gitara, wszystkie instrumenty w The Narrow Way
- Nick Mason – perkusja, wszystkie instrumenty w The Grand Vizier’s Garden Party (z wyjątkiem fletu)
- Roger Waters – śpiew, gitara basowa, wszystkie instrumenty i efekty w Grantchester Meadows i Several Species of Small Furry Animals Gathered Together in a Cave and Grooving With a Pict
- Richard Wright – instrumenty klawiszowe, wszystkie instrumenty w Sysyphus
- Lindy Mason – flet w utworze The Grand Vizier’s Garden Party